# آجی‌بوزایه
آجی‌بوزایه یا آج‌بوزایه، روستایی است از توابع بخش لشت نشا شهرستان رشت در استان گیلان ایران.

## جمعیت
این روستا در دهستان گفشه لشت نشا قرار دارد و براساس سرشماری مرکز آمار ایران در سال ۹۵، جمعیت آن ۶۰۲ نفر (۱۸۵خانوار) بوده‌است.
اما امروزه جمعیت این روستا به دلیل مهاجرت و دلایل مختلف کمتر نیز شده.

## مکان ها
همچنین این روستا میزبان مقبره آقا سید رضا که از نوادگان امام موسی کاظم بود از مکان های مقدس این روستا به شمار میرود.

## موقعیت جغرافیایی
این روستا از سمت شمال با اتصال به جاده لشت نشا-خشکبیجار و از سمت جنوب با فاصله 2 دقیقه ای به کوچصفهان و 15 دقیقه ای به رشت حائز اهمیت است.
از همسایه های این روستا می‌توان به روستا علی بزایه، رودپشت، کوریجان، کالمرز، شیرایه و فرشم اشاره کرد.

## چهره سرشناس
● محمد مایلی کهن